# Bandad brednäbb
Bandad brednäbb (Eurylaimus javanicus) är en fågel i familjen praktbrednäbbar inom ordningen tättingar.

## Utseende och läte
Bandad brednäbb är en djupt purpurröd fågel med lysande gula fläckar på vingarna och stjärten. Den breda näbben och ögonen är blå. Honan är något mattare färgad än hanen och saknar ett svart streck tvärs över bröstet. Arten är ljudligare än svartgul brednäbb, med långa och utdragna visslingar och sträva drillar.

## Utbredning och systematik
Arten delas in i fem underarter med följande utbredning:
- harterti-gruppen
  - Eurylaimus javanicus friedmanni – förekommer i sydöstra Myanmar, Thailand och Indokina
  - Eurylaimus javanicus pallidus – förekommer i södra Thailand (Kranäset) och på Malackahalvön
  - Eurylaimus javanicus harterti – förekommer på Sumatra, på öar vid provinsen Riau och på öarna Bangka samt Belitung.
  - Eurylaimus javanicus brookei – förekommer på Borneo och norra Natunaöarna
- Eurylaimus javanicus javanicus – förekommer på Java

Underarten friedmanni inkluderas ofta i pallidus.
Sedan 2016 urskiljer Birdlife International och naturvårdsunionen IUCN alla underarter utom nominatformen som en egen art, Eurylaimus harterti. 

### Familjetillhörighet
Familjerna praktbrednäbbar (Eurylaimidae) och grönbrednäbbar (Calyptomenidae) behandlades tidigare som en och samma familj, Eurylaimidae, med det svenska trivialnamnet brednäbbar. Genetiska studier visar att de inte är varandras närmaste släktingar.

## Levnadssätt
Bandad brednäbb föredrar flodnära och fuktiga skogar i låglänta områden och lägre bergstrakter. Den besöker även skogsbryn, trädgårdar och parter. Fågeln födosöker i trädtaket, flygande från en sittplats till nästa.

## Status
Den Internationella naturvårdsunionen (IUCN) bedömer hotstatus för underartsgrupperna (eller arterna) var för sig, båda som livskraftiga.

## Bilder

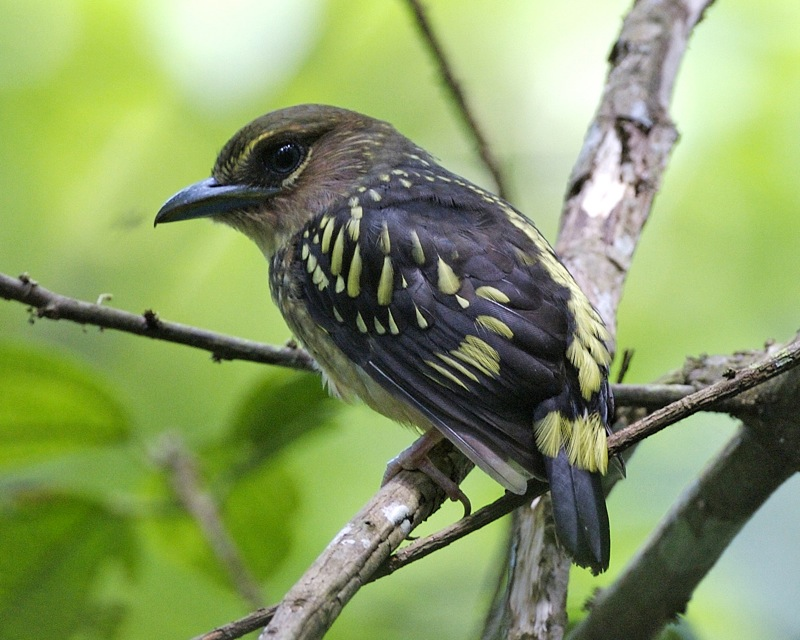
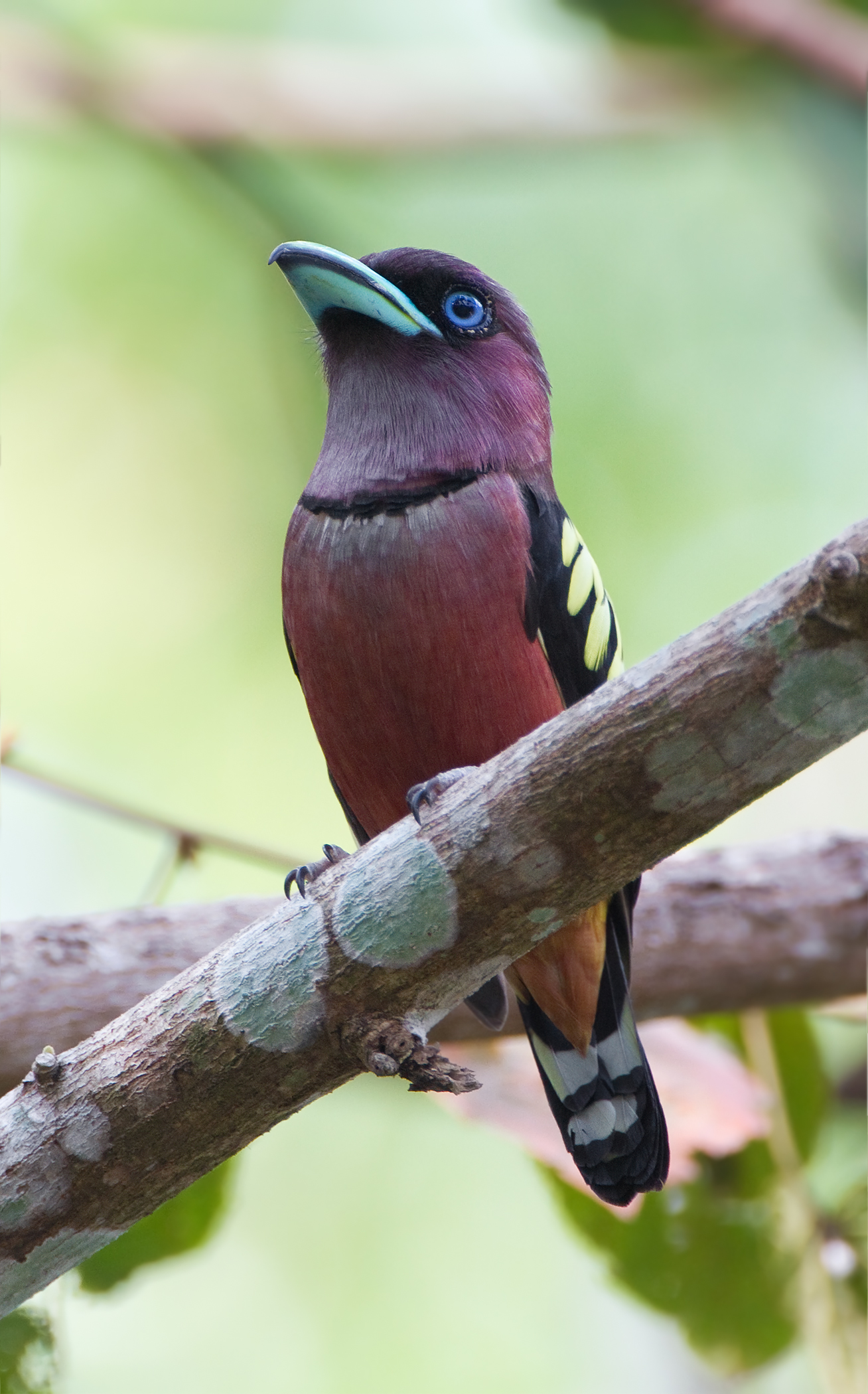